# Hoofdklasse (mannenhandbal) 1962/63
De Hoofdklasse was de hoogste afdeling van het Nederlandse handbal bij de heren op landelijk niveau. In het seizoen 1962/1963 werd Operatie '55 landskampioen.

## Opzet
De hoofdklasse is verdeeld in twee competitie. In de A-poule van de hoofdklasse spelen de noordelijke teams en in de B-poule de Zuidelijke teams. Beide competities spelen tien wedstrijden. De nummers 1 spelen na het beëindigen van de competitie tegen elkaar in een tweeluik voor het kampioenschap.
Indien twee teams van dezelfde competitie evenveel punten hebben en de eerste plaats of op de zesde plaats eindigen, dan wordt er een beslissingswedstrijd gehouden, en bij gelijkspel wordt er verlengd. Als dat geen oplossing geeft wordt er geloot wie wint.

## Hoofdklasse A

### Teams
| Ploeg             | Plaats    | Provincie     |
| ----------------- | --------- | ------------- |
| Aalsmeer          | Aalsmeer  | Noord-Holland |
| E en O            | Emmen     | Drenthe       |
| ESCA              | Arnhem    | Gelderland    |
| Niloc             | Amsterdam | Noord-Holland |
| Olympia Groningen | Groningen | Groningen     |
| Olympia Hengelo   | Hengelo   | Overijssel    |

### Stand
| Pos | Club              | Wed | Ptn | Opmerking                          |
| --- | ----------------- | --- | --- | ---------------------------------- |
| 1   | ESCA              | 10  | 16  | Beslissingswedstrijd               |
| 2   | Niloc             | 10  | 16  | Beslissingswedstrijd               |
| 3   | Olympia Hengelo   | 10  | 9   |                                    |
| 4   | Aalsmeer          | 10  | 7   |                                    |
| 5   | Olympia Groningen | 10  | 7   |                                    |
| 6   | E en O            | 10  | 5   | Degradatie naar de Districtsklasse |

### Beslissingswedstrijd
| 21 februari 1963 | ESCA | 20 – 8 | Niloc | Veilinghal, Poeldijk |
| 21 februari 1963 |      |        |       | Veilinghal, Poeldijk |
| 21 februari 1963 |      |        |       | Veilinghal, Poeldijk |

## Hoofdklasse B

### Teams
| Ploeg            | Plaats     | Provincie     |
| ---------------- | ---------- | ------------- |
| EMM              | Middelburg | Zeeland       |
| Hellas Den Haag  | Den Haag   | Zuid-Holland  |
| Hellas Groningen | Groningen  | Groningen     |
| Stratum-Meteoor  | Eindhoven  | Noord-Brabant |
| Operatie '55     | Den Haag   | Zuid-Holland  |
| Sittardia        | Sittard    | Limburg       |

### Stand
| Pos | Club             | Wed | Ptn | Opmerking                               |
| --- | ---------------- | --- | --- | --------------------------------------- |
| 1   | Operatie '55     | 10  | 18  | Beslissingswedstrijd Landskampioenschap |
| 2   | Sittardia        | 10  | 15  |                                         |
| 3   | Stratum-Meteoor  | 10  | 11  |                                         |
| 4   | Hellas Den Haag  | 10  | 5   |                                         |
| 5   | EMM              | 10  | 4   |                                         |
| 6   | Hellas Groningen | 10  | 3   | Degradatie naar de Districtsklasse      |

## Beslissingswedstrijden
| 23 februari 1963 | ESCA | 10 – 09 | Operatie '55 | Oude RAI, Amsterdam |
| 23 februari 1963 |      |         |              | Oude RAI, Amsterdam |
| 23 februari 1963 |      |         |              | Oude RAI, Amsterdam |

| 24 februari 1963 | Operatie '55 | 11 – 10 | ESCA | Oude RAI, Amsterdam |
| 24 februari 1963 |              |         |      | Oude RAI, Amsterdam |
| 24 februari 1963 |              |         |      | Oude RAI, Amsterdam |

|                        |
| Operatie '55 2de titel |